# 三角贸易
三角贸易（英文：triangular trade或triangle trade）是一个历史性的名词，指的是涉及三个区域或港口的贸易。三角贸易通常由两个地区的进出口贸易不对等演化而成。三角贸易成为了一种地区间贸易平衡的方式。
从历史上看，特定航线也受到大航海时代的风和洋流的巨大影响。例如，对于西欧的主要贸易国而言，到达北纬三十度左右的东风带之后，向西航行就变得容易许多。因此在大航海时代的船队向西到达加勒比而不是北美大陆。从北美返回欧洲顺着墨西哥暖流向北到达西风带也更容易。 在哥伦布远航之前，葡萄牙人已经使用了一个类似的三角航线——沃尔特马尔，以航行到加那利群岛和亚速尔群岛。哥伦布只是将这个三角航线向外扩展，他的航路成为欧洲人到达和返回美洲的主要途径。

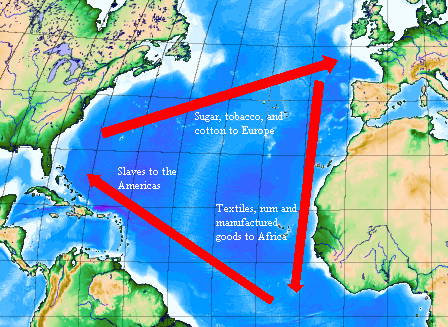
大西洋三角貿易

## 大西洋三角貿易(奴隸貿易)
历史上最重要的三角贸易是 16 至 19 世纪在欧洲、非洲和美洲之间进行的跨大西洋奴隶贸易。奴隶船离开欧洲港口（如布里斯托尔和南特），并满载在欧洲制造的货物驶往非洲港口。在那里，奴隶贩子通过交换货物来购买被奴役的非洲人，然后通过中央航路航行到美洲，在欧洲国家所控制的殖民地出售船上的奴隶。之后，奴隶船将驶回欧洲，重复这一循环。购买被黑奴主要是为了在种植园工作，以生产欧洲需求量很大的经济作物（如糖、棉花和烟草）。
- 歐洲 → 西非：酒精、軍火、紡織品等工業製品
- 西非 → 美洲：黑奴
- 美洲 → 歐洲：貴金屬、礦石、蔗糖、煙草、咖啡、可可、糧食等農產品及原材料

## 英國、北美、西印度群島三角貿易
- 北美十三殖民地 → 西印度群島：農產品、魚(特別是鹽漬鱈)等糧食
- 西印度群島 → 英國、北美：砂糖、糖蜜
- 英國 → 北美、西印度群島：工業產品

## 英國、印度、清三角貿易
- 清 → 英國：茶葉、瓷器、絲綢
- 英國 → 印度：紡織品
- 印度 → 清：白銀、後期鴉片

## 印度洋三角貿易
- 香料群島 → 歐洲：香料
- 歐洲 → 印度：銀
- 印度 → 香料群島：棉布